# Nado Sincronizado en los Juegos Suramericanos de 2010
El nado sincronizado en los Juegos Suramericanos de 2010 se llevó a cabo entre los días 26 y 29 de marzo. 

## Resultados
El campeón de la especialidad Natación sincronizada fue  Brasil.
| Evento | Oro | Plata | Bronce |
| ------ | --- | --- | --- |
| Solo   | Giovana Stephan · Brasil | Asly Castellanos · Colombia | Etel Sánchez Argentina |
| Dueto  | Nayara Figueira · Lara Teixera · Brasil | Mónica Estrada · Jennifer Hatiusca · Colombia                                                                                                   | Etel Sánchez Sofía Sánchez Argentina                                                                                                  |
| Equipo | Beatriz Feres · Branca Feres · Nayara Figueira · Michelle Frota · Lorena Molinos · Pamela Nogueira · Giovanna Stephan · Lara Teixeira · Brasil | Asly Castellanos · Mónica Estrada · Laura Gómez · Jennifer Hatiusca · Ingrid González · Laura Urrego · Zully López · Maritza Aguilar · Colombia | María Florencia Arce Irina Bandurek Delfina Brunatto Lucía Paula Diaz Brenda Moller Etel Sánchez Sofía Sánchez Lucina Simón Argentina |

### Medallero
Los resultados del medallero por información de la Organización de los Juegos Medellín 2010
fueron:

#### Medallero total
País anfitrión en negrilla. La tabla se encuentra ordenada por la cantidad de medallas de oro
| Núm.  | País      | Oro | Plata | Bronce | Total | Orden por Total |
| ----- | --------- | --- | ----- | ------ | ----- | --------------- |
| 1     | Brasil    | 3   | 0     | 0      | 3     | 1               |
| 2     | Colombia  | 0   | 3     | 0      | 3     | 1               |
| 3     | Argentina | 0   | 0     | 3      | 3     | 1               |
| TOTAL | TOTAL     | 3   | 3     | 3      | 9     |                 |

Fuente: Organización de los IX Juegos Suramericanos Medellín 2010

#### Medallero por género
País anfitrión en negrilla. La tabla se encuentra ordenada por la cantidad de medallas de oro
| Clasificación por Oro | País      | Hombres | Hombres | Hombres | Hombres | Mujeres | Mujeres | Mujeres | Mujeres | Mixtos | Mixtos | Mixtos | Mixtos | TOTAL | Clasificación por Total |
| Clasificación por Oro | País      |         |         |         | Total   |         |         |         | Total   |        |        |        | Total  | TOTAL | Clasificación por Total |
| 1                     | Brasil    | 0       | 0       | 0       | 0       | 3       | 0       | 0       | 3       | 0      | 0      | 0      | 0      | 3     | 1                       |
| 2                     | Colombia  | 0       | 0       | 0       | 0       | 0       | 3       | 0       | 3       | 0      | 0      | 0      | 0      | 3     | 1                       |
| 3                     | Argentina | 0       | 0       | 0       | 0       | 0       | 0       | 3       | 3       | 0      | 0      | 0      | 0      | 3     | 1                       |
| TOTAL                 | TOTAL     | 0       | 0       | 0       | 0       | 3       | 3       | 3       | 9       | 0      | 0      | 0      | 0      | 9     |                         |

Fuente: Organización de los IX Juegos Suramericanos Medellín 2010